# Хованский, Аскольд Георгиевич
Аскольд Георгиевич Хованский (род. 3 июня 1947, Москва) — советский, российский и канадский математик, доктор физико-математических наук. Ученик В. И. Арнольда.

## Биография
Аскольд Георгиевич учился в математическом классе школы № 7, где математику вели Н. Н. Константинов и А. С. Кронрод. Поступил на механико-математический факультет МГУ в 1964 году после окончания школы. Окончил его в 1970 году, получив специальность математика.
В 1970 году поступил в аспирантуру Вычислительного центра АН СССР. Научным руководителем был В. И. Арнольд. В 1973 году на заседании Учёного совета Института математики им. В. А. Стеклова АН СССР защитил кандидатскую диссертацию «О представимости функций в квадратурах».
С 1973 по 1976 годы работал младшим научным сотрудником в Институте прикладной математики АН СССР. С 1976 года работает в ИСА РАН (бывший ВНИИСИ АН СССР) сначала в должности старшего научного сотрудника, затем ведущего научного сотрудника и главного научного сотрудника. До 1986 года работал под началом Л. В. Канторовича.
В 1988 году на заседании Учёного совета Института математики им. В. А. Стеклова АН СССР защитил докторскую диссертацию «Многогранники Ньютона и малочлены».
С 1995 года профессор университета города Торонто.

## Семья
Аскольд Георгиевич Хованский происходит из русского княжеского рода Хованских, прямой потомок князя Сергея Николаевича.
Любовь к математике ему привили его отец, Георгий Сергеевич Хованский, и дядя, известный математик, один из создателей кибернетики, Алексей Андреевич Ляпунов. Г. С. Хованский был с детства влюблён в математику, мечтал о чисто математическом образовании. Однако приём в ВУЗы в те годы в большой степени определялся социальным происхождением абитуриентов. Единственный институт, который всё-таки удалось закончить Г. С. Хованскому, был институт водоснабжения и мелиорации. Мать Аскольда Георгиевича Рогнеда Андреевна Хованская, в девичестве Ляпунова, происходит из семьи Ляпуновых, с которой связаны многие видные учёные конца девятнадцатого — начала двадцатого веков. А. М. Ляпунов, создатель теории устойчивости, его братья композитор С. М. Ляпунов и филолог Б. М. Ляпунов принадлежат той же ветви семьи Ляпуновых, что и А. Г. Хованский. После смерти в 1922 году деда А. Г. Хованского А. Н. Ляпунова, его бабушка, Елена Васильевна Ляпунова выходит замуж за С. С. Намёткина, будущего академика, создателя труда «Химия нефти». В близком родстве Ляпуновы состоят с Капицами, Сеченовыми, Крыловыми, Филатовыми, Зайцевыми, Маршаками.
Сестра А. Г. Хованского — Елена Георгиевна Козлова, автор известного детского математического задачника «Сказки и подсказки».
Жена — Татьяна.
Дочери — Рогнеда и Ирина Хованские.

## Научная деятельность

### Направления творчества
Научные интересы — теории особенностей, комплексный и вещественный анализ, дифференциальные уравнения, алгебраическая геометрия, комбинаторика, геометрия многогранников.
А. Г. Хованский открыл новое направление в математике — теорию малочленов. Им построена обширная категория вещественных трансцендентных многообразий, напоминающих по своим свойствам алгебраические многообразия. Результаты теории дают новую информацию даже о полиномиальных уравнениях. Ему принадлежит знаменитое многомерное обобщение оценки Декарта числа вещественных корней алгебраических уравнений. Среди применений теории малочленов — найденное А. Н. Варченко и Хованским решение проблемы Арнольда о нулях абелевых интегралов (являющейся линеаризацией 16-й проблемы Гильберта о числе циклов плоской полиномиальной динамической системы в окрестности гамильтоновых систем) и найденное английским логиком Вильке решение классической проблемы Тарского о полноте экспоненциальной теории вещественных чисел. Теория малочленов Хованского явилась отправной точкой для создания новой ветви логики — о-минимальных структур, переживающей сейчас период бурного развития.
А. Г. Хованский — один из создателей теории многогранников Ньютона, связывающей комплексную и вещественную геометрию и теорию особенностей с геометрией целочисленных выпуклых многогранников. Открытая им связь теории многогранников Ньютона и теории торических многообразий стала классической и используется во всех работах в этой области. А. Г. Хованский в терминах многогранников Ньютона вычислил все числа Ходжа—Делиня полных пересечений, в терминах диаграмм Ньютона — спектр особой точки функции и ряд других инвариантов. С другой стороны, он получил из алгебраической геометрии ряд новых теорем о многогранниках. Пользуясь многомерной теоремой Римана — Роха, он нашёл (совместно с Пухликовым) многомерное обобщение формулы Эйлера — Маклорена. Пользуясь многомерной теорией вычетов, он нашёл (совместно с Гельфонд) новую формулу для смешанного объёма выпуклых многогранников. Найденные им ограничения на комбинаторику многогранников позволили доказать (Хованский, Прохоров) старую гипотезу об отсутствии групп, порождённых отражениями, с фундаментальным многогранником конечного объёма в многомерных пространствах Лобачевского.
Ещё в своей кандидатской диссертации А. Г. Хованский построил топологический вариант дифференциальной теории Галуа, дающий новые, более сильные теоремы о неразрешимости дифференциальных уравнений в квадратурах. Недавно он продолжил эту работу и построил многомерный вариант топологической теории Галуа.

### Профессиональная деятельность
- Один из создателей Независимого московского университета[5].
- Член правления Московского математического общества[6].
- Член Научного совета, профессор Независимого Московского университета.
- Член Попечительского совета Московского центра непрерывного математического образования.[7]
- Член редколлегии журнала «Успехи математических наук».[8]
- Член редколлегии Moscow Mathematical Journal.[9]
- Член редколлегии журнала «Functional Analysis and Other Mathematics».
- Организатор ряда международных математических конференций, приглашённый докладчик на многих математических конференциях и конгрессах, в том числе на Международном Математическом Конгрессе в Варшаве.
- Автор более 130 публикаций по чистой и прикладной математике.[10]

## Основные публикации

### Книги
- Askold Khovanskii. Fewnomials. — AMS translated monographs, 1991.
- Хованский А. Г. Малочлены. — Фазис, 1997.
- Хованский А. Г. Теория Галуа, накрытия и римановы поверхности. — МЦНМО, 2007. — ISBN 5-94057-266-9.
- Хованский А. Г. Топологическая теория Галуа. Разрешимость и неразрешимость уравнений в конечном виде. — МЦНМО, 2008.
- Хованский А. Г., Чулков С. П. Геометрия полугруппы Z^n_0. Приложения к комбинаторике, алгебре и дифференциальным уравнениям. — МЦНМО, 2006.

### Статьи
- Хованский А. Г. «Многогранники Ньютона и торические многообразия.». — Функц. анализ и его прил., 1977. — С. 56—64.
- Khovanskii A. «Topological obstructions for representability of functions by quadratures». — J. Dynam. Control Systems, 1995. — С. 91—123.
- Хованский А. Г., Пухликов А. В. «Tеорема Римана-Роха для интегралов и сумм квазиполиномов по виртуальным многогранникам». — Алгебра и анализ, 1992. — С. 188—216.
- Khovanskii A. «Newton polyhedrons, a new formula for mixed volume, product of roots of a system of equations». — The Arnoldfest, Proceedings of a Conference (Toronto, ON, 1997), Fields Inst. Commun., 1999. — С. 325—364.
- Хованский А. Г. «О разрешимости и неразрешимости уравнений в явном виде.». — УМИ, 2004. — С. 69—146.

## Доклады и лекции
- «О числе нулей решений дифференциальных уравнений» — лекция летней школы «Современная математика», 21 июля 2001 г (доступно видео).
- «Многомерные первообразные и многомерные символы» — Заседание Московского математического общества, 7 декабря 2004 г.
- «Интегрирование элементарных функций» — Заседание Московского математического общества, 3 апреля 2007 г.
- «Логарифмический функционал и символы Вейля-Паршина» — Семинар по арифметической алгебраической геометрии 3 апреля 2007 г.
- «Выпуклая геометрия и алгебраические уравнения на многообразиях» — заседание Московского математического общества 16 декабря 2008 г

## Ученики
Среди учеников А. Г. Хованского О. Гельфонд, Ф. Бородич, Герман Петров-Танькин, K. Kaveh, F. Izadi, И. Сопрунов, Е. Сопрунова, В.Тиморин, В. Кириченко, С. Чулков, А. Эстеров, В. Кисунько, О. Иврий, К. Матвеев, Ю. Бурда, J. Yang.